# Kościół Wszystkich Świętych w Mysłowicach
Kościół Wszystkich Świętych – rzymskokatolicki kościół parafialny należący do dekanatu Mysłowice archidiecezji katowickiej. Znajduje się w mysłowickiej dzielnicy Dziećkowice.
Jest to świątynia wybudowana w latach 1887–1888. Zaprojektował ją architekt Ludwig Schneider. Budowla reprezentuje styl neogotycki. Kościół został uroczyście poświęcony przez proboszcza z Mysłowic, Klemensa w dniu 23 grudnia 1888 roku. Świątynia posiada charakterystyczne elementy takie jak: elewację, portal, wieżyczkę, południową nawę, sklepienie, chór muzyczny i balustradę. Kościół znajduje się w wykazie gminnej ewidencji zabytków miasta Mysłowice.